# Unione Sportiva Foggia 2010-2011
Questa voce raccoglie le informazioni riguardanti l'Unione Sportiva Foggia nelle competizioni ufficiali della stagione 2010-2011.

## Stagione
Nella stagione 2010-2011 il Foggia disputa il girone B del campionato di Lega Pro di Prima Divisione, raccoglie 45 punti con il sesto posto, ha subito anche 2 punti di penalizzazione. I satanelli di Zdenek Zeman raccolgono 24 punti nel girone di andata e 23 nel girone di ritorno, sempre un passo indietro rispetto al vertice della classifica. Sono salite in Serie B la Nocerina diretta, e la Juve Stabia che ha vinto i Play-off. Ma la banda di Zeman ha espresso i primi due capocannonnieri del girone B, con 20 reti ha vinto la classifica il sardo Marco Sau, con 19 reti è giunto secondo Lorenzo Insigne. Nella Coppa Italia di Lega Pro il percorso dei rossoneri inizia vincendo il girone H di qualificazione, poi nel primo turno ad eliminazione il Foggia supera il Sorrento (5-0), nel secondo turno elimina dal torneo il Barletta (2-1), termina il suo percorso nel gironcino D a tre squadre, che ha qualificato alla semifinale la Juve Stabia.

## Divise e sponsor
| Casa | Trasferta | Terza divisa | Novantenario |

## Organigramma societario
Area direttiva
- Presidente: Matteo Biancofiore
- Vicepresidente: Giuseppe Diotallevi
- Direttore generale: Federico Cherubini
- Segretario: Simone Ottaviani

Area tecnica
- Allenatore: Zdenek Zeman
- Viveallenatore: Massimiliano Tangorra
- Preparatore atletico: Mauro Di Vattimo
- Massaggiatori: Daniele Filippucci e Matteo Trabalza

## Rosa
La rosa e la numerazione sono aggiornate al 1º settembre 2010.
| N. |                     | Ruolo | Calciatore        |
| -- | ------------------- | ----- | ----------------- |
|    | Italia (bandiera)   | P     | Ivan Dazzi        |
|    | Bulgaria (bandiera) | P     | Mihail Ivanov     |
|    | Italia (bandiera)   | P     | Simone Santarelli |
|    | Italia (bandiera)   | D     | Cristian Caccetta |
|    | Italia (bandiera)   | D     | Marco Candrina    |
|    | Italia (bandiera)   | D     | Andrea Iozzia     |
|    | Italia (bandiera)   | D     | Vasco Regini      |
|    | Italia (bandiera)   | D     | Michele Rigione   |
|    | Italia (bandiera)   | D     | Simone Romagnoli  |
|    | Italia (bandiera)   | D     | Giovanni Tomi     |
|    | Italia (bandiera)   | D     | Andrea Torta      |
|    | Italia (bandiera)   | D     | Dani Verruschi    |

| N. |                           | Ruolo | Calciatore                |
| -- | ------------------------- | ----- | ------------------------- |
|    | Italia (bandiera)         | C     | Salvatore Burrai          |
|    | Costa d'Avorio (bandiera) | C     | Moussa Koné               |
|    | Tunisia (bandiera)        | C     | Karim Laribi              |
|    | Italia (bandiera)         | C     | Simone Palermo            |
|    | Italia (bandiera)         | C     | Riccardo Perpetuini       |
|    | Polonia (bandiera)        | C     | Bartosz Salamon           |
|    | Nigeria (bandiera)        | A     | Kolawole Oyelola Agodirin |
|    | Italia (bandiera)         | A     | Giuseppe Agostinone       |
|    | Brasile (bandiera)        | A     | Diego Farias              |
|    | Italia (bandiera)         | A     | Lorenzo Insigne           |
|    | Italia (bandiera)         | A     | Marco Sau                 |
|    | Ungheria (bandiera)       | A     | Roland Varga              |

## Calciomercato

### Sessione estiva(dall'1/7 all'1/9)
| Acquisti | Acquisti                  | Acquisti         | Acquisti                         |
| R.       | Nome                      | da               | Modalità                         |
| -------- | ------------------------- | ---------------- | -------------------------------- |
| P        | Lys Gomis                 | Torino           | prestito con diritto di riscatto |
| P        | Mihail Ivanov             | Siena            | prestito                         |
| P        | Simone Santarelli         |                  | svincolato                       |
| D        | Cristian Caccetta         | Nissa            | definitivo (10.000 €)            |
| D        | Marco Candrina            | Forza e Coraggio | svincolato                       |
| D        | Andrea Iozzia             | Celano           | svincolato                       |
| D        | Vasco Regini              | Sampdoria        | prestito                         |
| D        | Giovanni Tomi             | Real Marcianise  | svincolato                       |
| C        | Salvatore Burrai          | Cagliari         | prestito con diritto di riscatto |
| C        | Moussa Koné               | Atalanta         | prestito con diritto di riscatto |
| C        | Karim Laribi              | Palermo          | prestito con diritto di riscatto |
| C        | Carmine Marinaro          | svincolato       | definitivo                       |
| C        | Bartosz Salamon           | Brescia          | prestito                         |
| C        | Simone Palermo            | Pro Patria       | definitivo                       |
| A        | Kolawole Oyelola Agodirin | Como             | definitivo                       |
| A        | Roberto Cortese           | Chievo           | prestito                         |
| A        | Lorenzo Insigne           | Napoli           | prestito                         |
| A        | Marco Sau                 | Cagliari         | prestito con diritto di riscatto |
| A        | Djily Thioye              | svincolato       | definitivo                       |

| Cessioni | Cessioni           | Cessioni  | Cessioni      |
| R.       | Nome               | a         | Modalità      |
| -------- | ------------------ | --------- | ------------- |
| P        | Giacomo Bindi      | Inter     | fine prestito |
| P        | Damiano Milan      |           | svincolato    |
| D        | Lorenzo Burzigotti | Reggina   | definitivo    |
| D        | Francesco Carbone  |           | svincolato    |
| D        | Vincenzo Sgambato  | Benevento | fine prestito |
| C        | Matteo Quadrini    | Cavese    | svincolato    |

## Risultati

### Lega Pro Prima Divisione

#### Girone di andata
| Arbitro: | Di Francesco (Teramo) |

|  |           |                                 |
|  | Marcatori | 28’ Romagnoli 46’ Varga 56’ Sau |

| Arbitro: | Donati (Ravenna) |

|                      |           |                                              |
| Kone 52’ Insigne 74’ | Marcatori | 37’ Bertoli 45’ Marotta 81’ (rig.) L. Grassi |

| Arbitro: | Barbeno (Brescia) |

|                                                           |           |                            |
| Di Cecco 19’, 56’ Turchi 59’ Antonioli 74’ Mammarella 89’ | Marcatori | 36’ Romagnoli 50’, 65’ Sau |

| Arbitro: | Di Paolo (Avezzano) |

|                                 |           |                                                    |
| Sau 2’ Laribi 50’, 82’ Tomi 75’ | Marcatori | 35’ Falcinelli 56’ Coresi 60’ Giacomelli 71’ Fondi |

| Arbitro: | Colasanti (Siena) |

|                      |           |                     |
| Margiotta 59’ (rig.) | Marcatori | 45’ Sau 55’ Insigne |

| Arbitro: | Ceccarelli (Terni) |

|  |           |                     |
|  | Marcatori | 67’ Sau 74’ Insigne |

| Arbitro: | Mariani (Aprilia) |

|                         |           |                                    |
| Agodirin 24’ Laribi 35’ | Marcatori | 15’ Taormina 38’ (rig.) Longobardi |

| Arbitro: | Barbiero (Vicenza) |

|                         |           |            |
| Bigazzi 2’ Stamilla 15’ | Marcatori | 80’ Regini |

| Arbitro: | Emanuel Tidona (Torino) |

|                    |           |                |
| Sau 88’ Iozzia 93’ | Marcatori | 37’ Ceppitelli |

| Arbitro: | Irrati (Pistoia) |

|                                             |           |                               |
| Franchini 7’ Ciofani 42’ (rig.) Baronio 80’ | Marcatori | 20’ Regioni 35’, 36’ Agodirin |

| Arbitro: | Sguizzato (Verona) |

|  |           |                  |
|  | Marcatori | 22’, 34’ Mancino |

| Arbitro: | Borriello (Mantova) |

|                |           |                          |
| Carparelli 30’ | Marcatori | 65’ Agodirin 74’ Insigne |

| Arbitro: | Pairetto (Nichelino) |

|                                             |           |  |
| Insigne 34’ Sau 46’ Kone 65’ Agostinone 70’ | Marcatori |  |

| Arbitro: | Santonocito (Abbiategrasso) |

|                                |           |             |
| L. Castaldo 18’ Negro 25’, 65’ | Marcatori | 93’ Salamon |

| Arbitro: | Pasqua (Tivoli) |

|              |           |            |
| Sau 38’, 55’ | Marcatori | 18’ D'Anna |

| Arbitro: | Di Paolo (Avezzano) |

|                            |           |             |
| Colombini 27’ N. Russo 51’ | Marcatori | 79’ Insigne |

| Arbitro: | Aloisi (Avezzano) |

|           |           |                     |
| Varga 15’ | Marcatori | 12’, 65’ Biancolino |

#### Girone di ritorno
| Arbitro: | Caccia (San Benedetto del Tronto) |

|                  |           |              |
| Insigne 59’, 59’ | Marcatori | 88’ Turienzo |

| Arbitro: | Gallo (Barcellona Pozzo di Gotto) |

|                                 |           |                     |
| Marotta 1’, 21’, 30’ Grassi 62’ | Marcatori | 15’ Kone 50’ Laribi |

| Arbitro: | Peretti (Verona) |

|                                          |           |                    |
| Insigne 10’, 59’, 79’ Farias 59’ Sau 42’ | Marcatori | 13’, 65’ Sacilotto |

| Arbitro: | Gavillucci (Latina) |

|                                 |           |             |
| Fedeli 58’ Sciaudone 62’ (rig.) | Marcatori | 30’ Insigne |

| Arbitro: | Del Giovane (Albano Laziale) |

|  |           |                          |
|  | Marcatori | 19’ Ischia 38’ Innocenti |

| Arbitro: | Aureliano (Bologna) |

|                                               |           |               |
| Insigne 30’ (rig.), 78’ Romagnoli 43’ Sau 56’ | Marcatori | 80’ Mezavilla |

| Arbitro: | Giallanza (Catania) |

|  |           |                                             |
|  | Marcatori | 62’ Sau 65’ Salamon 88’ Agodirin 90+2’ Koné |

| Arbitro: | Bindoni (Venezia) |

|              |           |                         |
| Sau 10’, 84’ | Marcatori | 24’ Cunzi 52’ S. D'Anna |

| Arbitro: | Viti (Campobasso) |

|  |           |             |
|  | Marcatori | 43’ Insigne |

| Arbitro: | Pairetto (Nichelino) |

|                          |           |            |
| Sau 67’, 72’ Insigne 81’ | Marcatori | 40’ Mazzeo |

| Arbitro: | Barbiero (Vicenza) |

|              |           |  |
| Bufalino 58’ | Marcatori |  |

| Arbitro: | Barbeno (Brescia) |

|                                        |           |              |
| Insigne 43’ (rig.), 65’ (rig.) Sau 54’ | Marcatori | 84’ Fanucchi |

| Arbitro: | Borriello (Mantova) |

|                         |           |                            |
| Nolé 19’, 52’ Cejas 35’ | Marcatori | 32’ Sau 51’ (rig.) Insigne |

| Arbitro: | Bolano (Livorno) |

|  |           |             |
|  | Marcatori | 52’ Pomante |

| Arbitro: | Bietolini (Firenze) |

|                                            |           |                         |
| Clemente 45’ Evacuo 54’, 86’ E. D'Anna 69’ | Marcatori | 16’ Sau 18’, 47’ Farias |

| Foggia 8 maggio 2011 33ª giornata | Foggia                      | 0 – 0 | Taranto | Stadio Pino Zaccheria\| Arbitro: \| Santonocito (Abbiategrasso) \| |
| Arbitro:                          | Santonocito (Abbiategrasso) |       |         |                                                                    |

| Arbitro: | Fiore (Barletta) |

|                |           |  |
| Biancolino 30’ | Marcatori |  |

### Coppa Italia Lega Pro

#### Fase a Gironi

##### Gruppo H

###### Partite
| Arbitro: | Gavillucci (Latina) |

|           |           |                     |
| Galli 39’ | Marcatori | 21’ Insigne 62’ Sau |

| Arbitro: | Ripa (Nocera Inferiore) |

|                    |           |  |
| Sau 9’ Insigne 46’ | Marcatori |  |

| Arbitro: | Coccia (S.Benedetto del Tronto) |

|                |           |                         |
| Trimarco , 48’ | Marcatori | 80’, rig.’ (88) Insigne |

| 1º settembre 2010 4ª giornata |  | – turno di riposo Foggia |  |  |

| Arbitro: | Operato (Isernia) |

|                            |           |           |
| Ciolli 65’ (aut.) Kone 66’ | Marcatori | 46’ Agate |

###### Classifica
| Squadra       | Pt | G | V | N | P | RF | RS | DR |
| ------------- | -- | - | - | - | - | -- | -- | -- |
| 1. Foggia     | 12 | 4 | 4 | 0 | 0 | 8  | 3  | +5 |
| 2. Giulianova | 7  | 4 | 2 | 1 | 1 | 6  | 5  | +1 |
| 3. L'Aquila   | 6  | 4 | 2 | 0 | 2 | 5  | 5  | 0  |
| 4. Celano     | 4  | 4 | 1 | 1 | 2 | 7  | 7  | 0  |
| 5. Fano       | 0  | 4 | 0 | 0 | 4 | 4  | 10 | -6 |

- Foggia qualificato alla fase ai sedicesimi di finale

#### Fase a eliminazione diretta
| Arbitro: | Di Ciommo (Venosa) |

|                                         |           |  |
| Insigne 20’, 33’, 55’ Agodirin 62’, 83’ | Marcatori |  |

| Arbitro: | Di Francesco (Teramo) |

|                      |           |           |
| Agodirin 75’ Sau 85’ | Marcatori | 77’ Shiba |

##### Terzo Turno girone D
| Arbitro: | Terzo (Palermo) |

|                               |           |  |
| Roselli 38’ Mazzeo 48’ (rig.) | Marcatori |  |

| Arbitro: | Monaco (Tivoli) |

|             |           |               |
| Cortese 54’ | Marcatori | 10’ Valtulina |

Classifica Gruppo D
| Squadra        | Pt | G | V | N | P | RF | RS | DR |
| -------------- | -- | - | - | - | - | -- | -- | -- |
| 1. Cosenza     | 3  | 1 | 1 | 0 | 0 | 2  | 0  | +2 |
| 2. Juve Stabia | 1  | 1 | 0 | 1 | 0 | 1  | 1  | 0  |
| 3. Foggia      | 1  | 2 | 0 | 1 | 1 | 1  | 3  | -2 |

## Statistiche
Statistiche aggiornate al 29 ottobre 2010

### Statistiche di squadra
| Competizione             | Punti | In casa | In casa | In casa | In casa | In casa | In casa | In trasferta | In trasferta | In trasferta | In trasferta | In trasferta | In trasferta | Totale | Totale | Totale | Totale | Totale | Totale | DR  |
| Competizione             | Punti | G       | V       | N       | P       | Gf      | Gs      | G            | V            | N            | P            | Gf           | Gs           | G      | V      | N      | P      | Gf     | Gs     | DR  |
| ------------------------ | ----- | ------- | ------- | ------- | ------- | ------- | ------- | ------------ | ------------ | ------------ | ------------ | ------------ | ------------ | ------ | ------ | ------ | ------ | ------ | ------ | --- |
| Lega Pro Prima Divisione | 23    | 7       | 3       | 2       | 2       | 16      | 13      | 9            | 4            | 1            | 4            | 18           | 17           | 16     | 7      | 3      | 6      | 34     | 30     | +4  |
| Coppa Italia Lega Pro    | -     | 4       | 4       | 1       | 0       | 12      | 3       | 2            | 2            | 0            | 1            | 4            | 4            | 8      | 6      | 1      | 1      | 16     | 6      | +10 |
| Totale                   | -     | 11      | 7       | 3       | 2       | 28      | 15      | 11           | 6            | 1            | 5            | 22           | 21           | 24     | 13     | 4      | 7      | 50     | 36     | +14 |

### Statistiche dei giocatori
| Giocatore      | Lega Pro Prima Divisione | Lega Pro Prima Divisione | Lega Pro Prima Divisione | Lega Pro Prima Divisione | Coppa Italia Lega Pro | Coppa Italia Lega Pro | Coppa Italia Lega Pro | Coppa Italia Lega Pro | Totale   | Totale | Totale      | Totale     |
| Giocatore      | Presenze                 | Reti                     | Ammonizioni              | Espulsioni               | Presenze              | Reti                  | Ammonizioni           | Espulsioni            | Presenze | Reti   | Ammonizioni | Espulsioni |
| -------------- | ------------------------ | ------------------------ | ------------------------ | ------------------------ | --------------------- | --------------------- | --------------------- | --------------------- | -------- | ------ | ----------- | ---------- |
| Nome giocatore | 0                        | 0                        | 0                        | 0                        | 0                     | 0                     | 0                     | 0                     | 0        | 0      | 0           | 0          |

## Giovanili

### Piazzamenti
- Primavera:
  - Campionato:
  - Coppa Italia:
  - Torneo di Viareggio:
- Berretti:
  - Campionato:
- Allievi nazionali:
  - Campionato: qualificato ai sedicesimi di finale
  - Trofeo di Arco "Beppe Viola":
  - Trofeo "Nereo Rocco":
- Allievi regionali:
  - Campionato:
- Giovanissimi nazionali:
  - Campionato:
- Giovanissimi regionali "B":
  - Campionato:
- Esordienti '99:
  - Campionato:
- Esordienti '00:
  - Campionato:
- Pulcini 2001:
  - Campionato:
- Pulcini 2002:
  - Campionato: